# Woolsey (Schiff, 1918)
Die Woolsey, auch USS Woolsey (Kennung: DD-77), war ein Zerstörer der United States Navy, der gegen Ende des Ersten Weltkrieges in Dienst genommen wurde. Das Schiff gehörte der aus über 100 Einheiten bestehenden Wickes-Klasse an und wurde als dritte Einheit dieses Typs in Dienst gestellt. Namensgeber des Schiffes war Melancthon Taylor Woolsey (1782 bis 1838), der als Offizier der United States Navy während des Britisch-Amerikanischen Krieges (1812 bis 1815) unter anderem auf den Großen Seen gedient hatte. Der 1916 bestellte Zerstörer wurde am 1. November 1917 auf der Werft von Bath Iron Works in Bath (US-Bundesstaat Maine) auf Kiel gelegt, lief am 17. September 1918 von Stapel und wurde letztlich am 30. September 1918 in Dienst gestellt. Erster Kommandant des Schiffes war Lieutenant Commander Frederick V. McNair. Die Woolsey ging bereits 1921 durch eine Kollision verloren. 

## Technische Aspekte
Die Woolsey war maximal 95,80 Meter lang und 9,40 Meter breit. Der Tiefgang lag voll ausgerüstet bei 2,80 Meter. Die Antriebsanlage, bestehend aus vier ölbefeuerten Normand-Kesseln und zwei Parsons-Turbinen, leistete maximal 27.000 WPS und ermöglichte dem Zerstörer eine Höchstgeschwindigkeit von 35,3 Knoten. Der maximale Treibstoffvorrat lag bei 225 Tonnen Öl, hiermit erreichte das Schiff eine Seeausdauer von rund 3.800 Seemeilen (bei einer sparsamen Marschfahrt von 15 Knoten). 
Die Rohrbewaffnung setzte sich aus vier einzeln aufgestellten 10,2-cm-Geschützen (L/50 Mark 9), einem 7,62-cm-Geschütz (L/23 Mark 14) und zwei 3,7-cm-Maschinenkanonen zusammen, wobei allerdings die letztgenannten Kanonen bereits 1919 wegen Überalterung wieder von Bord gegeben wurden. Daneben verfügte die Woolsey über eine vergleichsweise starke Torpedobewaffnung: Insgesamt standen zwölf Torpedorohre im Kaliber 53,3 cm in vier Drillingsrohrsätzen zur Verfügung, wobei jedoch diese Rohrsätze nicht mittschiffs, wie bei späteren Zerstörerbauten geläufig, aufgestellt waren (um nach beiden Seiten hin ausgeschwenkt werden zu können), sondern zu beiden Schiffsseiten beziehungsweise zu beiden Seiten der Aufbauten montiert waren. Somit konnten jeweils sechs Rohre nach einer Seite hin ausgerichtet werden. Ferner befanden sich ein Wasserbombenwerfer (auf dem Vorschiff) und zwei Abrollgestelle für Wasserbomben am Heck an Bord. Insgesamt führte das Schiff 15 Wasserbomben mit sich.

## Dienstzeit

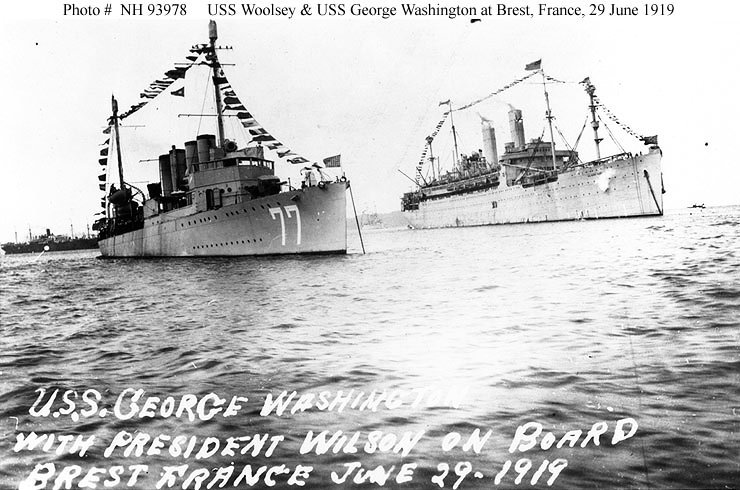
Die Woolsey in Brest im Juni 1919. Rechterhand ist das Passagierschiff George Washington zu sehen.

Nach nur einer vergleichsweise kurzen Erprobungsphase von lediglich zehn Tagen wurde die Woolsey bereits am 9. Oktober 1918 nach New York City verlegt. Von dort aus brach der Zerstörer am 13. Oktober 1918, gemeinsam mit dem Einheitslinienschiff Virginia, gen Europa auf, wobei beide Schiffe sich an der Sicherung des Geleitzuges HX 52 beteiligten. Nachdem der Konvoi am 22. Oktober vor dem Nordkanal ohne Verluste an britische Sicherungsschiffe übergeben hatte werden können, verlegte die Woolsey via Ponta Delgada Anfang November 1918 wieder in die USA zurück. Nach Ende des Ersten Weltkrieges beziehungsweise nach der Unterzeichnung der Waffenstillstandsvereinbarungen am 11. November 1918, verlegte der Zerstörer indessen erneut nach Europa und beteiligte sich dort bis ins Frühjahr 1919 an Transfer- und Depeschendiensten zwischen britischen und französischen Häfen, wobei teilweise auch US-Soldaten vom Festland nach Großbritannien zurücktransportiert wurden (damit diese von dort aus die Rückreise nach den Vereinigten Staaten antreten konnten). Im Juli 1919 war die Woolsey Teil der Eskorte des Passagierdampfers George Washington, mit welchem US-Präsident Woodrow Wilson, nach dessen Teilnahme an der Pariser Friedenskonferenz, wieder in die Heimat zurückreiste. 
Nach der Rückkehr nach den Vereinigten Staaten wurde die Woolsey zur United States Pacific Fleet detachiert, durchquerte im Herbst 1919 den Panamakanal und wurde nachfolgend in San Diego stationiert. Bedingt durch starke Einsparungsmaßnahmen nach dem Ende des Ersten Weltkrieges wurde der faktisch noch neuwertige Zerstörer dort am 31. Mai 1920 vorübergehend außer Dienst genommen und in den Reservestatus versetzt. 

## Untergang
Nach einer Überholung wurde die Woolsey im Oktober 1920 wieder in den aktiven Dienst übernommen. In den Folgemonaten unternahm das Schiff zumeist Manöver- und Patrouillenfahrten vor der US-Westküste und vor dem Panamakanal. Während einer dieser Fahrten wurde der Zerstörer, zu diesem Zeitpunkt unter dem Kommando von Commander Henry C. Gearing (Jr.), in den Nachtstunden des 26. Februar 1921, kurz nach 1:00 Uhr, während er sich in Begleitung einer Flottille (Destroyer Squadron 15) von fünf weiteren US-Zerstörern, darunter die Schwesterschiffe Aaron Ward, Buchanan und Philip befand, im Golf von Panama, etwa 13 Seemeilen südwestlich der Insel Coiba, von dem von San Diego nach Balboa laufenden US-Frachter Steel Inventor der Isthmian Steamship Company in der Dunkelheit mittschiffs gerammt. Die Maschinenräume liefen innerhalb kürzester Zeit voll Wasser, wobei die meisten Opfer in diesen Räumen starben. Der stark beschädigte Zerstörer wurde zunächst von der Aaron Ward in Schlepp genommen, brach jedoch dann gegen 6:00 Uhr morgens in der Dünung auseinander und sank. Insgesamt 112 Besatzungsangehörige (wovon 17 Verletzungen erlitten hatten) konnten von den anderen Zerstörern gerettet werden. Beim Untergang starben 16 Seeleute, wobei allerdings nur eine Leiche geborgen werden konnte. 
Der Frachter Steel Inventor erlitt nur leichte Schäden und hatte keine Personenschäden zu beklagen; das Schiff konnte seine Fahrt später fortsetzen. Spätere Untersuchungen des Unfalls kamen zu dem Schluss, dass die Hauptschuld bei der Woolsey zu suchen sei. Der Frachter hatte die anlaufende Flottille gesichtet und rechtzeitig eine Kursänderung eingeleitet, indessen jedoch hatte die Zerstörerflottille ihre Fahrt mit rund 18 Knoten unverändert fortgesetzt, obgleich anhand der Positionslichter des Frachters es für die Brückenbesatzung des Zerstörers hätte ersichtlich gewesen sein müssen, dass der Kurs bei gleichbleibender Geschwindigkeit die Flottille erneut auf den Kurs der Steel Inventor bringen würde beziehungsweise dass sich die Kurse wieder kreuzen würden. Erst im letzten Moment versuchte die Woolsey mit hoher Fahrt ein Ausweichmanöver einzuleiten, dies jedoch zu einem Zeitpunkt, als eine Kollision bereits nicht mehr zu vermeiden war. Vor allem diese viel zu späte Reaktion und auch die relativ hohe Geschwindigkeit in der Dunkelheit wurden der Crew der Woolsey später als Fahrlässigkeit ausgelegt.

## Traditionspflege
Im Oktober 1939 wurde ein zweiter Zerstörer der United States Navy mit dem Namen Woolsey auf Kiel gelegt. Dieses Schiff, eine Einheit der Gleaves-Klasse, stand von 1941 bis 1947 im Dienst der US-Marine. Der Zerstörer verbrachte mehrere Jahrzehnte im Reservestatus und wurde schließlich erst 1974 verschrottet. Während die Schiffsnamen identisch waren, waren die Namensgeber es indessen nicht: War die erste Woolsey auf Melancthon Taylor Woolsey getauft worden, so wurde der zweite Zerstörer nach dessen Sohn Melancthon Brooks Woolsey benannt, der in der US-Marine von 1832 bis 1874 gedient und der zuletzt den Rang eines Kommodore innegehabt hatte. 